# 90. pehotna divizija (Avstro-Ogrska)
90. pehotna divizija (izvirno nemško 90. Infanterie-Division oz. nemško 90. Infanterietruppendivision) je bila pehotna divizija avstro-ogrske kopenske vojske, ki je bila aktivna med prvo svetovno vojno.

## Poveljstvo
Poveljniki 
- Franz Scholz von Benneburg: maj 1915 - avgust 1916
- Heinrich Goiginger: avgust 1916 - oktober 1917